# Leuggern
Leuggern é uma comuna da Suíça, situada no distrito de Zurzach, no cantão de Argóvia. Tem 13,76 km² de área e sua população em 2018 foi estimada em 2.169 habitantes.